# دولنی سوکولووتس
دولنی سوکولووتس (به چکی: Dolní Sokolovec) یک منطقهٔ مسکونی در جمهوری چک است که در ناحیه هاولیتشکوف برود واقع شده‌است. دولنی سوکولووتس ۲٫۸۴ کیلومتر مربع مساحت و ۹۴ نفر جمعیت دارد و ۴۶۱ متر بالاتر از سطح دریا واقع شده‌است.